# Lake Havasu

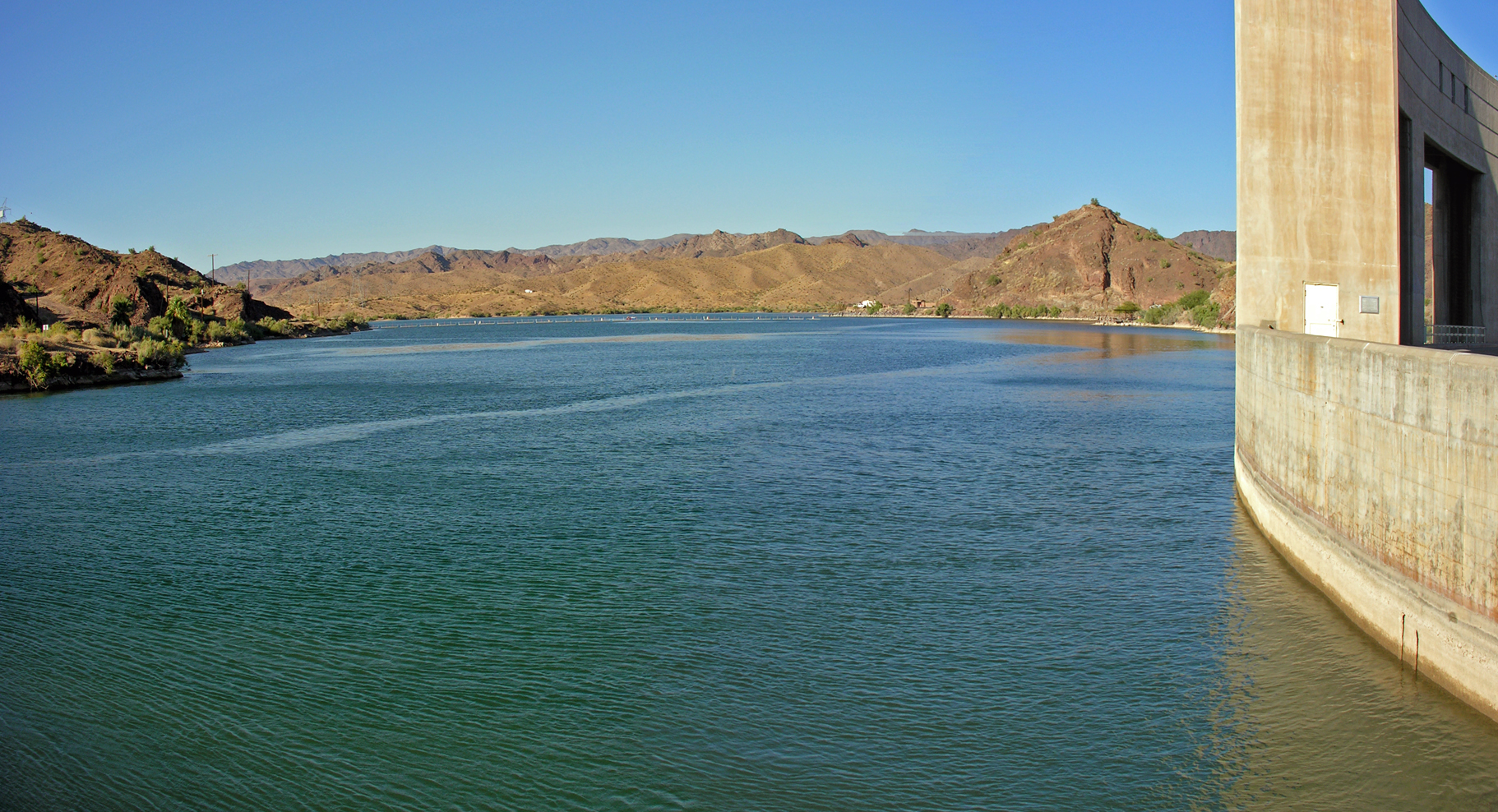
O lago, visto de Parker Dam

Lake Havasu é um grande reservatório situado antes de Parker Dam, no Rio Colorado, na fronteira entre a Califórnia e o Arizona. A cidade de Lake Havasu City está instalada na margem oriental deste lago. O lago tem uma capacidade de 799,000,000 m3. A barragem em arcos de concreto foi construída pelo United States Bureau of Reclamation entre 1934 e 1938. O objectivo principal deste reservatório é armazenar água, que depois é bombeada para dois aquedutos.